# أمنحتب الثاني
أمنحتب الثاني، هو السابع بين ملوك الأسرة الثامنة عشر، وهو ابن الملك تحتمس الثالث من زوجته الملكة ميريت رع حتشبسوت التي تظهر معه في مناظر على جدران مقبرته، وقد شارك والده في الحكم حتى وفاته كما قص علينا ذلك القائد العسكري أمنمحاب - معحو أحد القادة في جيش الملك تحتمس الثالث في سياق حديثه عن وفاة الأخير، ويعتقد أنه حكم في الفترة من 1427 إلى 1401 ق.م.

## بداية حياته
كان أمنحوتب الثاني شغوفا بالرياضة فكان رياضى قوى ويجيد ركوب والتعامل مع الخيل وكان يرى الحرب رياضة، ومومياؤه تدل على أنه كان مفتول العضلات قوى الساعد، وكانت الرماية هواية العمر التي لازمت أمنحوتب الثاني وعثر على لوحة جرانيتية في الكرنك تصف مهارة أمنحتب في استخدام القوس، حيث أنه قد فوّق سهامه لتصيب هدفاً من النحاس بسمك 6 سنتيمترات لأربع عشرة مرة متتالية، كما كان له مدرب ملكي للرماية يسمى مين، والأخير مقبرته هي رقم 109 من مقابر طيبة والذي تقلد منصب عمدة طيبة بعد أن حارب ضمن صفوف جيش الملك تحتمس الثالث.

## حكمه
حاول أمنحوتب الثاني الاحتفاظ بالإمبراطورية الآسيوية التي امتلكها والده وذلك باستخدام القسوة في سحق أي تمرد، ففى السنة الثالثة لحكمه أرسل حمله إلى بلاد تخسي في شمال سوريا وكانت أول الحروب التي شنها على آسيا، وإن كان هناك جدل في ما إذا كانت هذه الحملة على تخسي قد حدثت أثناء فترة اشتراكه مع والده في الحكم، وقد وجدت نقوش في أمدا والفنتين وفي أرمنت يفخر فيها أمنحوتب الثاني بقتله أمراء التخسي السبعة، وقاد في العام السابع من حكمه حملة إلى فلسطين بدأها ببلاد رتنو فأخضع أمراءها، ثم بلدة شماس أدوم وأستولى عليها في مدة قصيرة ثم عبر نهر الأرنت وأستولى على العديد من البلدان والقرى.
اتجه بعدها إلى مدينة قادش التي ما أن علم أهلها بوجوده حتى ذهبوا يعقدوا معه يمين الولاء والطاعة، وبعد ذلك أتجه إلى فينيقيا وعاد منها بغنائم كثيرة.
وفى العام التاسع لحكمه أرسل حملة ثانية إلى شمال فلسطين لإخماد ثورة قامت فيها فهزم أهلها هزيمة نكراء، وأخذ منهم أسرى يقدر عددهم بتسعين ألف أسير، ووصل بجيشه إلى نهر الفرات بالعراق، ونتيجة لانتصاراته أسرع إليه أمراء آسيا محملين بالهدايا ومقدمين فروض الولاء والطاعة.
وبعد العام التاسع لحكمه توجه أمنحوتب الثاني إلى الاهتمام بشئون البلاد الداخلية بعد أن شعر بالرضا عن إنجازاته الحربية.

## أعماله

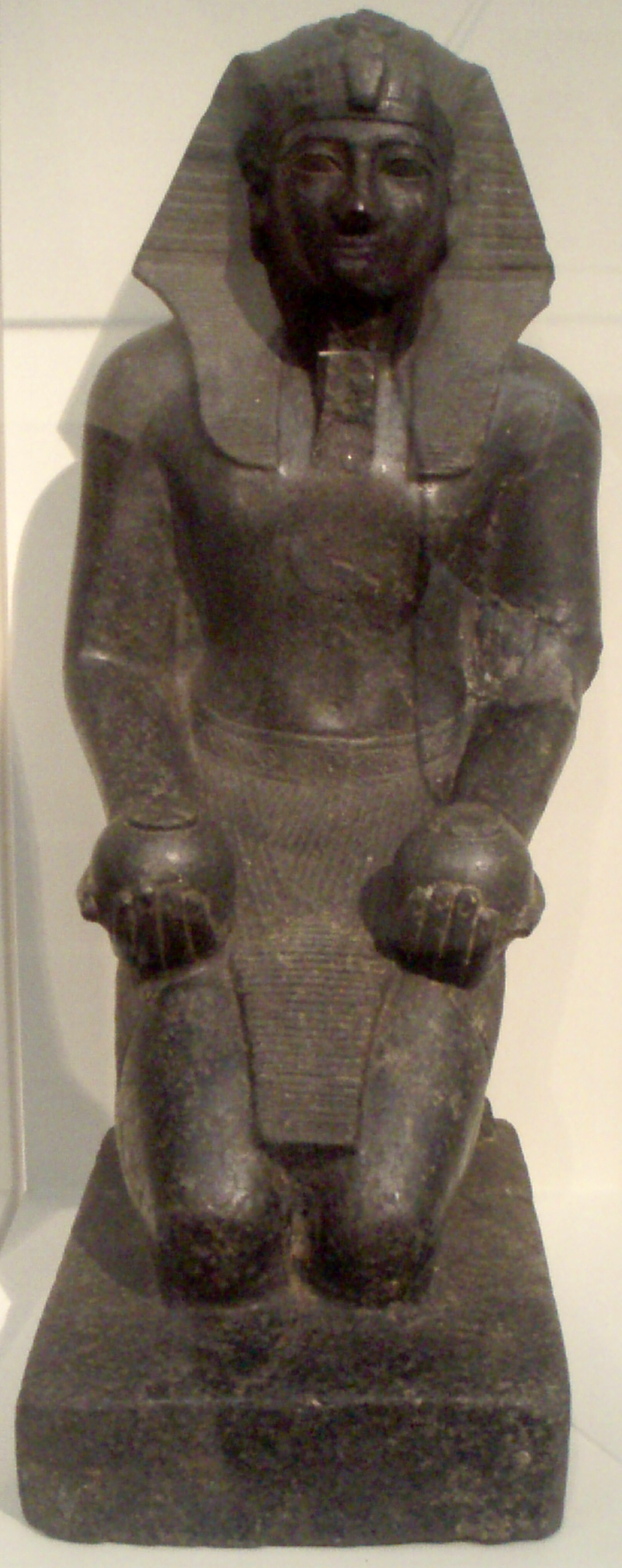
أمنحتب الثانى يقدم القرابين للآلهة- متحف الفنون ببوسطن

أقام أمنحوتب الثاني العديد من المعابد والآثار منها أنه بنى لنفسه معبدا جنائزيا بالقرب من الرمسيوم، وأقام قاعة للأحتفالات في معبد آمون بالكرنك.
كما توجد بقايا معبد له في جزيرة ساي، وله نقش في الردهة الأمامية في معبد كلبشه في بلاد النوبة يظهر فيه مقدما القرابين لآله النوبة (مروترو حور رع)، وفي محاجر طيبة وجد لوحة عليها نقش أمر أمنحوتب بنحته يظهر فيه واقفا أمام صفين من الآلهة يبلغ عددهم 13 إله، كما أضاف إلى المعابد التي بناها والده تحتمس الثالث.

## عائلته
أنجب أمنحوتب الثاني خليفته تحتمس الرابع من زوجته واخته الملكة تي عا، ويعتقد أنه ربما كان لأمنحوتب خمسة أبناء ذكور غير تحتمس الرابع وهو الأصغر بينهم، هذا غير عدد من البنات منهن الأميرة يعرت التي تزوجت من تحوتمس الرابع لتصبح ملكة فيما بعد.

## مقبرته

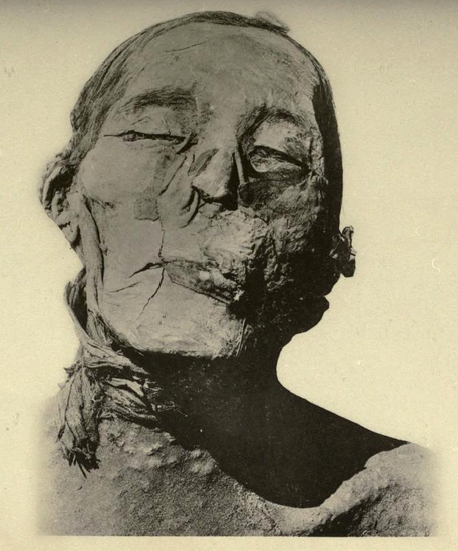
مومياء الفرعون أمنحتب الثاني، التي وُجدت عام 1898 في "مقبرة 35" بالوادي الشرقي لوادي الملوك (طيبة).

توفى أمنحوتب الثاني بعد أن حكم البلاد لمدة 25 سنة، ودفن في مقبرة بوادي الملوك وهي المقبرة رقم 35 وقد نحتت في الصخر مزينة بصور مجموعة كبيرة من الآلهة ونسخة كاملة لكتاب جنائزى هو كتاب امدوات أو ما يوجد في عالم الآخرة، وقد اكتشف هذه المقبرة فيكتور لوريه مدير عام الآثار في عام 1898م.
وفى إحدى الحجرات الجانبية التي استخدمت كخبيئة عثر على 13 مومياء معظمها لملوك نقلوا إلى مقبرته منهم تحتمس الرابع ابنه، وحفيده أمنحوتب الثالث وزوجة الأخير الملكة تي، والملوك سبتاح ومرنبتاح ورعمسيس الرابع والخامس والسادس وسيتي الثانى وست نخت، بالإضافة إلى صاحب المقبرة الذي وجد داخل تابوته وحول عنقه أكليل من الزهور.
وتتألف مقبرته من ممر شديد الانحدار ينتهى ببئر كاذبة لتضليل اللصوص ولحماية المقبرة من الأمطار الغزيرة. وبعد هذه البئر توجد على اليمين غرفة جانبية. كما توجد قاعة أخرى خالية من النقوش في مواجهة المدخل. ويقع في الناحية اليسرى منها ممر يؤدى إلي قاعة الدفن التي تحوى التابوت، وقد رفع سقفها على ستة أعمدة فزُينت جوانبها بصورة الملك بين يدى آلهة الموتى:أوزيريس وحتحور وأنوبيس.
ويظهر سقفها شبيهاً بالسماء في زرقة لونه، وانتشار النجوم اللامعة فيه. أما الجدران فقد غُطيت بصور متقنة رُسمت بالألوان على أرضية صفراء. حتى أنه يخيل للناظر أنها مخطوطات من البردى محلاة بالصور ومعلقة على الجدران.
وتتصل بهذه القاعدة عدة حجرات جانبية أعدت لوضع الأثاث الجنائزى ثم استخدمت فيما بعد مخبأ لحفظ مومياوات بعض الفراعنة التي نُقلت إلى هذه المقبرة أيام الأسرة الحادية والعشرين بإشراف كبير الكهنة بي نجم، وذلك لحمايتها من لصوص المقابر، وظلت محفوظة في هذا المكان إلى أن تم كشفها مع المقبرة.

## اقرأ أيضا
- حتشبسوت ميريت رع
- تحتمس الثالث